# 한열
한열(韓說, ? ~ 기원전 91년)은 전한 중기의 관료로, 자는 소경(少卿)이다. 한왕 신의 증손이자 한언의 아우로, 한언과 함께 무제의 총애를 받았다.

## 생애
원삭 5년(기원전 124년), 흉노 정벌에 교위로 종군하여 흉노왕을 사로잡은 공으로 용액후(龍額侯)에 봉해졌다.
원정 5년(기원전 112년), 주금에 연루되어 작위를 빼앗겼다.
원봉 원년(기원전 110년), 횡해장군(橫海將軍)이 되어 동월(東越) 정벌에 종군하였다.. 이 공로로 안도후(按道侯)에 봉해졌다
태초 3년(기원전 102년), 유격장군이 되어 오원의 변방 성채에 주둔하였다. 귀환한 후에는 광록훈이 되었다.
정화 2년(기원전 91년), 수형도위 강충이 여태자가 무제를 저주하였다고 고변하였다. 이때 한열은 강충과 함께 문초를 맡았는데, 강충이 끝내 증거를 날조하기까지 하니 여태자는 반란을 일으켰다(무고의 난). 여태자는 자신의 빈객을 조정의 사자로 꾸며 강충 등을 체포하게 하였다. 한열은 사자가 건넨 조서를 가짜로 의심하여 응하지 않았고, 결국 빈객에게 맞아 죽었다. 시호를 민(愍)이라 하였고, 아들 한흥이 작위를 이었다.

## 가계
| 전임 서자위 | 전한의 광록훈 기원전 102년? ~ 기원전 91년 | 후임 유록 |

| 선대 (첫 봉건) | 전한의 용액후 기원전 125년 4월 정미일 ~ 기원전 112년 | 후대 (24년 후) 아들 한증 |

| 선대 (첫 봉건) | 전한의 안도후 기원전 110년 5월 ~ 기원전 91년 | 후대 아들 한흥 |

### 참조주
1. ↑  《자치통감》에서는 도위라고 한다.[3][4][5]
2. ↑  사마광의 《자치통감》에서도 용액후라고 하나,[3] 호삼성의 《자치통감음주》에서는 용락후(龍頟侯)라고 한다.[4][6] 호삼성은 頟은 음이 락(洛)[頟, 音洛.]이라고 주석을 다는 한편[4][6] 額(액)이라고 한 것은 잘못되었다고 주장하였고,[6] 엄연(嚴衍)도 頟은 음이 락(洛)이라며 호삼성의 주석을 따랐다.[5][7] 《사정전훈의》에서는 頟은 額(액)과 洛(락) 2가지 음으로 모두 읽는다고 주해하였으나,[8] 한편으로는 호삼성의 주석을 그대로 따르기도 하였다.[9]
3. ↑  《사기》에서는 정묘일,[22][23] 《한서》에서는 기묘일이라고 한다.[12]

### 내용주
1. 1 2 3  반고, 《한서》 권19하 백관공경표(百官公卿表) 下
2. ↑  반고, 《한서》 권93 영행전
3. 1 2 3  사마광, 《자치통감》 권19
4. 1 2 3 4  호삼성, 《자치통감음주》 권19
5. 1 2  엄연(嚴衍), 《자치통감보(資治通鑑補)》 권19 한기11 세종 효무황제 中(上) 원삭 5년(정사, B.C.124), 상주 사보루(思補樓) 교정인쇄본 《자치통감보》(13), 5-6/61.
6. 1 2 3 4  호삼성, 《자치통감음주》 권23
7. ↑  엄연(嚴衍), 《자치통감보(資治通鑑補)》 권23 한기15 효소황제 上 시원 6년(경자, B.C.81), 상주 사보루(思補樓) 교정인쇄본 《자치통감보》(16), 65/85.
8. ↑  조선 세종대왕 외, 《자치통감 사정전훈의》 권19 한기11 세종 효무황제 中(上), 《자치통감 사정전훈의》 004책, 5/106.
9. ↑  조선 세종대왕 외, 《자치통감 사정전훈의》 권23 한기15 효소황제 上, 《자치통감 사정전훈의》 008책, 43-44/92.
10. 1 2 3  사마천, 《사기》 권111 위장군표기열전
11. 1 2 3  위와 같음, 배인(裴駰) 집해(集解)·사마정 색은(索隱)·장수절(張守節) 정의(正義), 《사기삼가주(史記三家註)》 권111 위장군표기열전
12. 1 2 3 4  반고, 《한서》 권16 고혜고후문공신표(高惠高后文功臣表)
13. 1 2 3 4 5  반고, 《한서》 권33 위표전담한왕신전
14. 1 2  반고, 《한서》 권6 무제기
15. ↑  사마광, 《자치통감》 권20
16. ↑  호삼성, 《자치통감음주》 권20
17. ↑  사마광, 《자치통감》 권21
18. ↑  호삼성, 《자치통감음주》 권21
19. 1 2  반고, 《한서》 권63 무오자전
20. 1 2  사마광, 《자치통감》 권22
21. 1 2  호삼성, 《자치통감음주》 권22
22. ↑  사마천, 《사기》 권20 건원이래후자연표(建元以來侯者年表)
23. ↑  위와 같음, 배인(裴駰) 집해(集解)·사마정 색은(索隱)·장수절(張守節) 정의(正義), 《사기삼가주(史記三家註)》 권20 건원이래후자연표(建元以來侯者年表)